# Einöde (Wirsberg)
Einöde  (oberfränkisch mundartlich: Di ald Schölds) ist ein Gemeindeteil des Marktes Wirsberg im oberfränkischen Landkreis Kulmbach in Bayern. Einöde liegt in der Gemarkung Neufang.

## Lage
Die Einöde liegt südlich des Großen Koserbachs in Tallage. Im Süden erhebt sich der Bühlspitz (539 m ü. NHN). Wirtschaftswege führen nach Cottenau zur Kreisstraße KU 1 (0,8 km südöstlich), nach Schmölz (0,2 km nordwestlich) und zur Schlackenmühle (0,7 km südwestlich).

## Geschichte
Der Ort wurde im Jahr 1759 als „Einöde“ erstmals schriftlich erwähnt.
Einöde gehörte zur Realgemeinde Cottenau. Gegen Ende des 18. Jahrhunderts bestand Einöde aus einem Anwesen. Das Hochgericht übte das bayreuthische Vogteiamt Wirsberg aus. Das Rittergut Cottenau war Grundherr des Gütleins.
Von 1797 bis 1810 unterstand Einöde dem Justiz- und Kammeramt Kulmbach. Mit dem Gemeindeedikt wurde der Ort dem 1811 gebildeten Steuerdistrikt Wirsberg und der im selben Jahr gebildeten Munizipalgemeinde Wirsberg zugewiesen. 1812 erfolgte die Überweisung an das Steuerdistrikt und Ruralgemeinde Neufang. Am 1. April 1971 wurde Einöde in die Gemeinde Wirsberg eingegliedert.

### Einwohnerentwicklung
| Jahr      | 001818 | 001861 | 001871 | 001885 | 001900 | 001925 | 001950 | 001961 | 001970 | 001987 |
| Einwohner | 5      | 16     | 8      | 14     | 16     | 9      | 10     | 3      | 2      | 1      |
| Häuser    | 1      |        |        | 2      | 2      | 2      | 1      | 1      |        | 1      |
| Quelle    | [ 8 ]  | [ 11 ] | [ 12 ] | [ 13 ] | [ 14 ] | [ 15 ] | [ 16 ] | [ 17 ] | [ 18 ] | [ 1 ]  |

## Religion
Einöde ist evangelisch-lutherisch geprägt und nach St. Johannis gepfarrt.